# Paragominas
Paragominas är en stad och kommun i norra Brasilien och ligger i delstaten Pará. Kommunens befolkning uppgick år 2014 till cirka 105 000 invånare, varav, 2010, cirka 77 000 invånare bodde i centralorten. Paragominas ligger vid Uraímfloden.